# Het geheim van Eyck
Het geheim van Eyck is een Nederlandse jeugdserie van de KRO-NCRV, die van 31 augustus 2015 tot en met 6 november 2015 elke schooldag om 18.05 uur werd uitgezonden op NPO Zapp. De serie begon iedere schooldag met de herhaling van de vorige dag. Iedere aflevering duurde ongeveer 10 minuten.

## Verhaal
De serie draait om Tim, Lotte en Floor Bouwman die erachter komen dat er van alles mis is op de camping van hun opa Darius. Maar ook in het bos en op de boerderij van boer Kiet gebeuren vreemde dingen. Beetje bij beetje ontdekken ze wat er allemaal aan de hand is. In het bos ontmoeten ze zelfs geheime bondgenoten die hun vader zoeken. Samen gaan ze de strijd aan met het bedrijf Gentopia dat ondertussen met een groot project bezig is waar illegale groeimiddelen worden gebruikt zoals pesticide en formaldyhyde, en zich ook bezighoudt met xenotransplantatie. Zo hopen ze de camping en Darius te helpen, en de gezondheid van de mensen te beschermen.

## Rolverdeling
| Acteur/Actrice          | Personage              |
| ----------------------- | ---------------------- |
| Niek Roozen             | Tim Bouwman            |
| Lara Peters             | Lotte Bouwman          |
| Roosmarijn van der Hoek | Floor Bouwman          |
| Lieke Antonisen         | Julia Bouwman (moeder) |
| Max van den Burg        | Marc Bouwman (vader)   |
| John Buijsman           | Opa Darius             |
| Emma Josten             | Rekel Eyck             |
| Lars de Weerd           | Silvijn Eyck           |
| Nadia Koetje            | Feya Eyck              |
| Daniel Verbaan          | Mynne Eyck             |
| Nina Zandvliet          | Wende Eyck             |
| Marcel Faber            | Welmoed Eyck           |
| Tina de Bruin           | Cleo Koning            |
| Bram Suijker            | Bram Vink              |
| Bob Schwarze            | Boer Kiet              |
| Ilse Warringa           | dr. Mosselman          |
| Bob Stoop               | Lukas Vos              |

## Zappmissie
Aan deze serie zat een Zappmissie verbonden. Elf Zapp-presentatoren komen in het verhaal van Het geheim van Eyck terecht en een van hen wordt ontvoerd. De overige Zapp-presentatoren moeten opdrachten uitvoeren om hun collega vrij te krijgen. Maar een van de Zappers heeft meegeholpen met de ontvoering. De vraag is wie en waarom? Door de game te spelen op de site kon je extra video's, audio en afbeeldingen vrijspelen van de Zappmissie en Het geheim van Eyck.